# Епископство Вормс

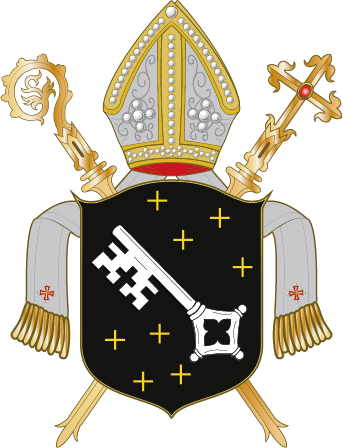
Герб епископства

Епископство Вормс (нем. Bistum Worms, лат. Dioecesis Wormatiensis) — ныне не существующая католическая епархия с центром в немецком городе Вормс, входившая в церковную провинцию Майнц. Основанное в эпоху поздней Античности епископство пережило свой расцвет при Каролингах и в период высокого Средневековья. Главной церковью был Вормсский собор, один из трёх рейнских имперских соборов. Правящий епископ обладал не только духовной, но и светской властью, хотя во втором случае ему, как князю-епископу подчинялась гораздо меньшая территория: в основном, в Лобденгау — в районе города Ладенбург. В ходе Реформации диоцез потерял значительную часть своих приходов, и был ликвидирован в ходе медиатизации около 1800 г.

## Исторический очерк
История епархии восходит, самое раннее, ко времени правления Константина Великого: так, в списке участников спорного Кёльнского синода 346 г. упоминается епископ из Вормса, хотя существование епископской церкви в Вормсе в это время не доказано. Достоверные сведения о вормсских предстоятелях и, следовательно, о существовании епископства начинаются с франкских времён: точнее говоря, с принявшего участие в Парижском синоде 614 г. епископа Бертульфа (Berhtulf).
С другой стороны, ряд сведений из соседнего епископства Метц позволяет заключить о реорганизации вормсской епархии в правление австразийского короля Хильдеберта II в конце VI в.
В любом случае, для периода начала VII в. существование епископства можно считать доказанным, по крайней мере, принимая во внимание наличие подчинённых Вормсу миссионерских центров на правом берегу Рейна.
При Каролингах епископы Вормса стояли близко к королевскому двору, и часто занимали должности имперских аббатов за пределами епархии; в этот период, в VIII—IX вв. епископство переживало свой расцвет.

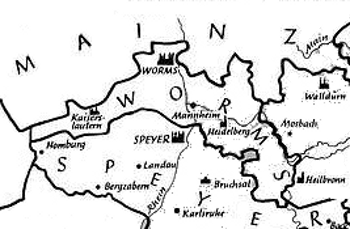
Территория епископства

В XII в., епископство Вормс, хотя и зажатое между Шпайером, Майнцем и набиравшим силу Курпфальцем, всё ещё обладало значительной экономической силой, и подразделялось на 4 архидиаконата, которыми управляли пробсты. Администрация лежащей на левом берегу Рейна части епископства была разделена между соборным пробстом, который имел власть также непосредственно в Вормсе, и пробстом церкви св. Павла в Вормсе; пробсту церкви св. Кириака в Нойхаузене (сегодня — один из райнов Вормса) было подчинено Лобденгау (севернее реки Неккар); пробст церкви св. Петра в Вимпфене управлял землями южнее Неккара (Эльзенцгау и Гартахгау).
С XIII в. епископы всё чаще передавали выполнение повседневных литургических задач в руки вспомогательных епископов, в силу чего архидиаконы постепенно утратили своё значение, в то время как роль генерального викария только возрастала.
В позднем Средневековье епархия состояла уже из 10 деканатов с 255 приходами, насчитывавшими порядка 400 священников.
В XVI в. Вормс был одним из центров Реформации, и его епископы потеряли контроль над большей частью своих приходов, перешедших в протестантизм. В 1566 г. на Аугсбургском рейхстаге (на котором был принят Аугсбургский религиозный мир) папский легат Коммодоне даже предложил — хотя бы в качестве временной меры — присоединение Вормса к майнцскому епископству, что, однако, не было реализовано.
Чтобы обеспечить дальнейшее существование епархии, насчитывавшей около 1600 г. всего 15 действующих приходов, домский капитул вынужден был теперь выбирать на епископскую должность тех кандидатов, которые заранее обладали финансовым и политическим влиянием, в том числе за пределами самой епархии, что, в итоге, привело к фактическому отказу от выбора епископа из своих рядов; в XVII—XVIII в. кафедру в Вормсе занимал, как правило, правящий епископ из другой епархии (хотя официально кумуляция церковных должностей была под запретом). Эта политика позволила домскому капитулу, с другой стороны, приобрести гораздо большее влияние, так как епископ обычно редко бывал в Вормсе.
Восстановление системы приходов, число которых к 1732 г. было доведено до 100, удалось лишь с помощью монашеских орденов, на плечи которых легло попечение верующих в XVIII в.
В 1797 г. в ходе революционных войн расположенная на левом берегу Рейна часть епископства была занята французскими войсками; её вхождение в состав Франции вскоре было оформлено и юридически.
С принятием конкордата в 1801 г., устанавливавшего, в том числе, новые границы французских епархий, левобережная часть вормсского епископства вошла в состав новообразованного французского епископства Майнц, территориально идентичного с департаментом Доннерсберг (фр. Département du Mont-Tonnerre). Вместе с тем, в ходе медиатизации вормсский епископ потерял свои светские владения, и был на деле лишён всякой власти вообще.
После поражения Наполеона реформированное по его воле майнцское епископство было вновь разделено в 1817 г.; при этом большая часть бывших вормсских владений (южная часть епархии с городами Франкенталь, Грюнштадт, Бад-Дюркхайм и Кайзерслаутерн) была присоединена к восстановленному епископству Шпайер. С политической точки зрения эти земли стали частью Баварии. Северная часть бывшей вормсской епархии (в первую очередь, сам город Вормс) была оставлена в составе майнцского епископства, а политически подчинялась отныне Гессену.
Расположенная на правом берегу Рейна часть епископства продолжала своё более или менее автономное существование в форме викариатства Лампертхайм, южная часть которого в 1827 г. (Маннхайм, Гейдельберг) была присоединена к новосозданному архиепископству Фрайбург, в то время как его северо-восточная часть (Лампетхайм, Бад-Вимпфен) отошла Майнцу.

## Список епископов Вормса
(В скобках даны даты правления)
Сведения о первых предстоятелях епархии неполные, поэтому данные приблизительны
- Виктор (?-ок. 347)
- Кротольд (?-ок. 551)
- Руперт (577—600)
- Берхтульф (?-ок. 614)
- Амандус (?-659)
- Руперт Зальцбургский (?-717/718)
- Эремберт (770—793/803)
- Бернхард (793/803-823/826)
- Фулько (? Фольквин/Вольквин, 823/826-841)
- Самуэль Вормсский (841—857)
- Гунцо (857—872)
- Адельхельм (872—890)
- Дитлах (890—914)
- Рихово (914—950)
- (Х)анно (из Гессена, 950—978)
- Хильдебольд (978—998)
- Франко (из Гессена, 998—999)
- Эрпо/Эрсо (999)
- Рацо (999)
- Бурхард I Вормсский (1000—1025), инициатор возведения Вормсского собора
- Ацехо (1025—1044)
- Адалгар (1044)
- Арнольд I /Арнульф (1044—1065)
- Адальберт I Рейнфельденский (1065—1070)
- Адальберт II Саксонский (1070—1107)
- Винтер (антиепископ, 1077)
- Эппо (антиепископ, 1090—1105)
- Куно (антиепископ, 1099—1105)
- Эццо (1107-вероятно 1115)
- Арнольд II (вероятно 1110—1131)
- Бурхард II фон Ахорн (вероятно 1120—1149)
- Конрад I фон Штайнбах (1150—1171)
- Конрад (1171—1192)
- Генрих I фон Маастрихт (1192—1195)
- Леопольд II фон Шёнфельд (1195—1217), с 1200 г. элект-архиепископ Майнца
- Генрих II фон Саарбрюккен (1217—1234)
- Ландольф фон Хоэнэк (1234—1247)
- Конрад III фон Дюркхайм (1247)
- Рихард фон Даун (1247—1257)
- Эберхард I, рауграф Баумбургский (1257—1277)
- Фридрих I, рауграф Баумбургский (1277—1283)
- Симон фон Шёнэк (1283—1291)
- Эберхард II фон Штраленберг (1291—1293)
- Эмихо, рауграф Баумбургский (1293—1299)
- Эбервин фон Кроненберг (1300—1308)
- Балдуин Люксембургский (администратор, 1309—1310), архиепископ Трира, администратор архиепископства Майнц
- Эммерих фон Шёнэк (1310—1318), брат Симона Шёнэкского
- Генрих III фон Даун (1318—1319)
- Конрад IV фон Шёнэк (1319—1329), брат Симона и Эммериха Шёнэкских
- Герлах фон Эрбах (элект-епископ, кандидат домского капитула, 1329—1332)
- Сальманн Клеман (назначенный папой епископ, 1329—1359)
- Дитрих Байер фон Боппард (1359—1365), впоследствии — епископ Меца
- Иоганн Шадланд (1365—1370), папский нунций и великий инквизитор Германии, епископ Кульма, Хильдесхайма и Аугсбурга, администратор епископства Констанц
- Экард фон Дерш (1370—1405)
- Матвей Краковский (1405—1410)
- Иоганн II фон Флекенштайн (1410—1426)
- Эберхард III фон Штернберг (1426—1427)
- Фридрих II фон Доменэк (1427—1445)
- Людвиг фон Аст (1445)
- Рейнхард I фон Зикинген (1445—1482)
- Иоганн III фон Дальберг (1482—1503), канцлер гейдельбергского университета
- Рейнхард II фон Риппур (1503—1523)
- Генрих IV Пфальцский (1523—1552), также епископ Утрехта и Фрайзинга, князь-пробст Эльвангена
- Дитрих II фон Беттендорф (1552—1580)
- Георг фон Шёненберг (1580—1595)
- Филипп I фон Роденштайн (1595—1604)
- Филипп II Кратц фон Шарфенштайн (1604), племянник Георга Шёнебергского
- Вильгельм фон Эффер(е)н (1604—1616)
- Георг Фридрих фон Гриффенклау (1616—1629), архиепископ майнцский (с 1626), эрцканцлер
- Георг Антон фон Роденштайн (1629—1652)
- Sede Vacante (1652—1654)
- Хуго Эверхард Кратц фон Шарфенштайн (1654—1663), курмайнцский посланник при заключении Вестфальского мира
- Иоганн Филипп I фон Шёнборн (1663—1673), епископ Вюрцбурга (с 1642 г.), архиепископ Майнца (с 1647 г.)
- Лотар Фридрих фон Меттерних-Буршейд (1673—1675), епископ Шпейера (с 1652 г.) и архиепископ Майнца (с 1673 г.)
- Дамиан Хартард фон дер Лейен (1675—1678), архиепископ Майнца (с 1675 г.)
- Карл Генрих фон Меттерних-Виннебург (09.01.1679-26.09.1679), с 9 января 1679 также архиепископ Майнца
- Франц Эммерих Каспар Вальдботт фон Бассенхайм (1679—1683)
- Иоганн Карл фон и цу Франкенштайн (1683—1691)
- Людвиг Антон Пфальцский (1691—1694)
- Франц Людвиг Пфальцский (1694—1732), епископ Бреслау (с 1683 г.), архиепископ Трира (с 1716 г.) и Майнца (с 1729 г.), князь-пробст Эльвангена и великий магистр Немецкого ордена
- Франц Георг фон Шёнборн-Буххайм (1732—1756), архиепископ Трира и аббат Прюма(с 1729 г.), князь-пробст Эльвангена
- Иоганн Фридрих Карл фон Оштайн (1756—1763), архиепископ Майнца (с 1743 г.)
- Иоганн Филипп II фон Вальдердорф (1763—1768), архиепископ Трира (с 1756 г.)
- Эммерих Йозеф фон Брайдбах цу Бюрресхайм (1768—1774), архиепископ Майнца (с 1763 г.)
- Фридрих Карл Йозеф фон Эрталь (1774—1802), архиепископ Майнца (с 1774 г.)
- Карл Теодор фон Дальберг (1802—1803)